# Bezirksklasse Thüringen 1934/35

SV 1910 Kahla – Zweiter Klassenerhalt der Margarethen-Städter

Die Bezirksklasse Erfurt-Thüringen 1934/35 war die zweite Spielzeit der als ein Unterbau zur Gauliga Mitte (Gau VI) fungierenden zweitklassigen Bezirksklasse Thüringen. Erneut wurde die Saison mit zwölf Vereinen im bewährten Modus bestritten. Vorjahressieger  1. FC 1907 Lauscha konnte sich wiederum die Bezirksmeisterschaft sichern. Dieses Mal mit zwei Punkten Vorsprung vor dem FC Thüringen Weida. In der wie gewohnt ausgetragenen Aufstiegsrunde zur Gauliga Mitte 1935/36, setzte sich Lauscha neben dem SV Dessau 05 gegen den VfL Halle 96 durch und stieg zur kommenden Spielzeit in die höhere Klasse auf. Beide Aufsteiger aus Schmalkalden und Sonneberg belegten sichere Mittelfeldplätze. Der FC Wacker Gotha und der SC Stadtilm stiegen am Saisonende in die Kreisklasse Wartburg, bzw. Nordthüringen ab. In der Relegationsrunde der Kreisklassenmeister, eroberten dann der VfB 1910 Apolda und der  VfB Sömmerda die zum Bezirksklassen-Aufstieg berechtigenden Plätze. So bewährte sich auch in Thüringen die vor zwei Jahren neu konzipierte Fußballspielklassen-Reform und deren straffere Struktur erntete allerorten weitgehende Bestätigung und Unterstützung.

## Abschlusstabelle
Die Abschlusstabelle ist aus dem im Unterpunkt Quellen notierten Buch entnommen. 
  [ Dazu erfolgten Ergänzungs-Nach-Recherchen mithilfe der erwähnten Zeitungs-Quelle.] 
Gespielte Spiele: 132 / Erzielte Tore: 574

(2. Spielzeit – Saison-Beginn:  02.09.1934)
| Pl. | Verein                  | Sp. | Tore  | Quote | Punkte |
| --- | ----------------------- | --- | ----- | ----- | ------ |
| 01. | 1. FC 1907 Lauscha (M)  | 22  | 51:30 | 1,70  | 33:11  |
| 02. | FC Thüringen Weida      | 22  | 76:35 | 2,17  | 31:13  |
| 03. | SpVg Gelb-Rot Meiningen | 22  | 56:33 | 1,70  | 27:17  |
| 04. | SC 06 Oberlind          | 22  | 47:38 | 1,24  | 26:18  |
| 05. | SV Germania 07 Ilmenau  | 22  | 54:51 | 1,06  | 24:20  |
| 06. | SV 04 Schmalkalden (N)  | 22  | 49:50 | 0,98  | 23:21  |
| 07. | 1. FC Sonneberg 04 (N)  | 22  | 42:45 | 0,93  | 21:23  |
| 08. | FC Wacker 1910 Gera     | 22  | 46:45 | 1,02  | 20:24  |
| 09. | SV 1910 Kahla           | 22  | 42:59 | 0,71  | 18:26  |
| 10. | SpVgg Zella-Mehlis 06   | 22  | 25:56 | 0,45  | 15:29  |
| 11. | SV Wacker 07 Gotha      | 22  | 37:64 | 0,58  | 14:30  |
| 12. | SC Stadtilm             | 22  | 49:68 | 0,72  | 12:32  |

| (M) | Titelverteidiger                |
| (N) | Aufsteiger aus den Kreisklassen |

## Aufstiegsrunde
In der Aufstiegsrunde spielten die Gewinner der einzelnen 1. Kreisklassen um die beiden Aufstiegsplätze zur Bezirksklasse Thüringen 1935/36.

VfB Sömmerda 1911 – Aufstieg als Kreismeister Nordthüringens 1934/35

Gespielte Spiele: 30 / Erzielte Tore: 121
| Pl. | Verein                                                    | Sp. | Tore  | Quote | Punkte |
| --- | --------------------------------------------------------- | --- | ----- | ----- | ------ |
| 1.  | VfB 1910 Apolda (Sieger Kreisklasse Ostthüringen)         | 10  | 24:13 | 1,85  | 14:60  |
| 2.  | VfB Sömmerda 1911 (Sieger Kreisklasse Nordthüringen)      | 10  | 22:20 | 1,10  | 12:80  |
| 3.  | SpVgg 1909 Eisenach (Sieger Kreisklasse Wartburg)         | 10  | 13:18 | 0,72  | 11:90  |
| 4.  | SC Concordia Gera (Sieger Kreisklasse Osterland)          | 10  | 21:19 | 1,10  | 09:11  |
| 5.  | SpVgg Neuhaus-Igelshieb (Sieger Kreisklasse Südthüringen) | 10  | 21:23 | 0,91  | 08:12  |
| 6.  | FC 02 Barchfeld (Sieger Kreisklasse Westthüringen)        | 10  | 20:28 | 0,71  | 06:14  |